# Chambool, Bidar
Chambool là một làng thuộc tehsil Bidar, huyện Bidar, bang Karnataka, Ấn Độ.